# Armin Jordan
Armin Jordan (* 9. April 1932 in Luzern; † 20. September 2006 in Zürich) war ein Schweizer Dirigent. Er galt als der bedeutendste Dirigent seines Landes seit Ernest Ansermet. Wie dieser war er lange Zeit, von 1985 bis 1997, Generalmusikdirektor des Orchestre de la Suisse Romande.

## Leben und Wirken
Jordan studierte in Freiburg (Schweiz) Rechtswissenschaft, Literatur und Theologie, bevor er sich endgültig der Musik zuwandte. Er studierte an den Konservatorien von Freiburg und Lausanne sowie bei Maroussia Le Marc’Hadour in Genf. Nachdem er bereits 1949 in Freiburg ein kleines Orchester gegründet hatte, wirkte Jordan zunächst am Städtebundtheater Biel-Solothurn in Biel, wo er 1963 musikalischer Leiter wurde. Es folgte eine Tätigkeit als Chefdirigent am Opernhaus Zürich, anschliessend war er von 1968 bis 1971 musikalischer Leiter des Stadttheaters St. Gallen.
Unter der Ägide des Basler Theaterdirektors Werner Düggelin wurde Jordan 1969 erster Kapellmeister der Oper am Theater Basel und wirkte dort von 1973 bis 1989 als Musikdirektor. Zudem übernahm er von 1973 bis 1985 das Lausanner Kammerorchester, das er von Grund auf erneuerte und zu einem der renommiertesten Ensembles der Schweiz machte. Von 1985 bis 1997 leitete Jordan als Nachfolger von Horst Stein das Orchestre de la Suisse Romande (OSR), mit dem er zahlreiche Tourneen, so etwa nach Japan, Belgien, Grossbritannien oder Südkorea, unternahm. Von 1986 bis 1992 war er Erster Gastdirigent des Ensemble Orchestral de Paris. Die Ernennung zum Ehrendirigenten des Sinfonieorchesters Basel führte Jordan in der Saison 2006/07 zurück nach Basel. Ausserdem wirkte er als Gastdirigent bei zahlreichen bedeutenden europäischen Orchestern.
Schwerpunkte seines Schaffens waren einerseits die schweizerisch-französische Schule (Arthur Honegger, Othmar Schoeck, Frank Martin, Maurice Ravel, Claude Debussy) und andererseits die Oper. Er galt als bedeutender Wagner-Dirigent seiner Zeit (insbesondere der Oper Parsifal). Weitere Vorlieben galten der Wiener Klassik und den Balletten von Igor Strawinsky.
Jordan zeichnete für zahlreiche Erstaufführungen verantwortlich, so 1982 für Psyché von Jean Françaix, 1984 für Requies von Luciano Berio, 1981 für Mendiant du ciel bleu und 1988 für Diotimas Liebeslieder (beide Norbert Moret), 1989 für La Solitude von Julien-François Zbinden und 1993 für Zwei Lieder nach Gedichten von Georg Trakl von Heinz Holliger. Er hat zahlreiche Schallplatten aufgenommen, unter anderem mit dem OSR, aber auch mit dem Sinfonieorchester Basel, dem Orchestre National de l’Opéra de Monte-Carlo oder dem Orchestre National de France. Viele seiner Aufnahmen erschienen bei dem Label Erato.
Ferner hatte Jordan 1982 nicht nur die musikalische Leitung von Hans-Jürgen Syberbergs Parsifal-Film, sondern spielte in diesem auch den Amfortas (Gesang: Wolfgang Schöne).
Armin Jordan starb am 20. September 2006 in Zürich, fünf Tage nachdem er bei der Premiere von Prokofjews Oper L’amour des trois oranges (Die Liebe zu den drei Orangen) im Orchestergraben des Theaters Basel zusammengebrochen war.

## Privates
Jordan war seit 1974 mit der Tänzerin Käthe Herkner verheiratet, mit der er zwei Kinder hat: den Sohn Philippe Jordan (* 1974, ebenfalls Dirigent) und die Tochter Pascale (* 1977, Schauspielerin).

## Auszeichnungen (Auswahl)
- 1996: Ordre des Arts et des Lettres (Komtur)[1]
- 2000: Ritter der Ehrenlegion